# Осемвенде
Осемвенде (д/н — 1848) — великий оба (володар) держави Едо в 1816—1848 роках. В європейців відомий як Одді (Одалла).

## Життєпис
Син великого оби Обаноси. При народженні отримав ім'я Ередіеува. Після смерті батька 1816 року виступив проти старшого брата Огбебо, якого невдовзі здолавши, змусивши вчинити самогубство.
Намагався зміцнити державу, здійснив низку походів до Ову, 1818 року підкорити Екіті та Акуре, захопивши місцевого обу, а також на схід уздовж річки Нігер. До 1825 року послабив вплив езомо, скориставшись тим, що цю посаду успадкував 16-річний син попереднього езомо Обії — Еребо. 1823 року здійснено новий похід проти Акуре.
Втім головну загрозу вбачав в поширенні влади халіфату Сокото, який затвердив владу в Ілоріні та Нупе. Зумів захистити північний кордон, а також зберегти номінальний вплив на Лагос. 
Помер Осемвенде 1848 року. Трон посів другий син Адоло.